# Noir sur blanc
"Noir sur blanc" is een lied van de Franse zangeres Françoise Hardy. Op 8 februari 2010 werd het voor het eerst als single uitgebracht door EMI Music. Het nummer verscheen vervolgens op 27 maart 2010 op haar zesentwintigste album La Pluie Sans Parapluie. De melodie van het nummer werd geschreven door Calogero Maurici en de tekst door Patrick Loiseau in samenwerking met Hardy. Calogero en Hardy werkten in 2002 voor het eerst samen bij het schrijven van "Une Derniere Chance" voor het album C'Est Dit.

## Bezetting
- Christophe Briquet - strijkers
- Calogero - basgitaar
- Philippe Entressangle - drums
- Françoise Hardy - zang
- Yann Harleaux - strijkers
- Pierre Jaconelli - gitaar
- Alain Lanty - piano
- Quatuor Euromusic - strijkers